# Lomographa bipunctata
Lomographa bipunctata är en fjärilsart som beskrevs av Fuchs 1900. Lomographa bipunctata ingår i släktet Lomographa och familjen mätare. Inga underarter finns listade i Catalogue of Life.